# Dystrykt Tomaszów
Dystrykt Tomaszów (niem. Kreisdistrikt Tomaszow) – jednostka administracyjna Cesarstwa Austrii w Królestwie Galicji i Lodomerii w latach 1775–1777, w obrębie cyrkułu bełskiego.

## Historia

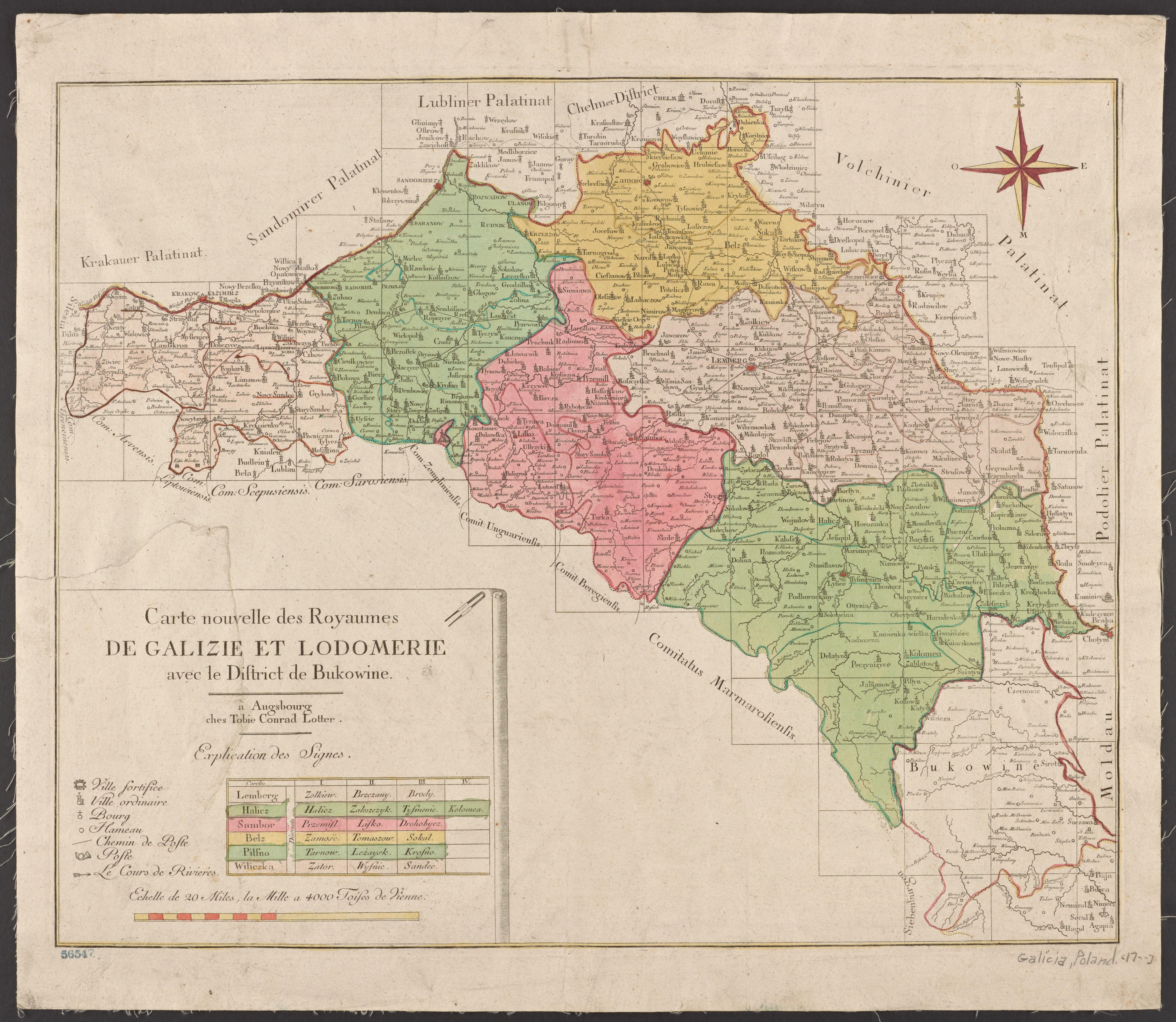
Dystrykt Tomaszów w granicach cyrkułu bełskiego (ok. 1780)

Dystrykt Tomaszów z siedzibą w Tomaszowie powstał na początku 1777 roku, w miejsce szczątkowego dystryktu Biłgoraj po zmianie granicy polsko-austriackiej. Północna granica polsko-austriacka, tuż po I rozbiorze (1772), miała dużo większy zasięg. Austria zajmowała także m.in. południowe rejony województwa lubelskiego. Na mocy porozumienia zawartego 9 lutego 1776 roku, Austria przekazała Polsce z powrotem ten obszar, z miastami Biłgoraj, Frampol, Goraj, Janów, Modliborzyce i Zaklików. Równocześnie utrata Biłgoraja przez Austrię pozbawiła dystrykt Biłgoraj jego siedziby, w związku z czym przeniesiono ją do Tomaszowa, tworząc na obszarze pozostającym w Galicji dystrykt Tomaszów, do którego przyłączono z cyrkułu lwowskiego (z dystryktu Żółkiew) rejon Rawy (dawny dystrykt Rawa sprzed 1774). Jedynie zachodnie połacie dotychczasowego dystryktu Biłgoraj (dawny dystrykt Ulanów z m.in. Ulanowem i Radomyślem) przyłączono z konieczności do dystryktu Leżajsk w cyrkule pilzneńskim, ponieważ odstąpiony Polsce klin rejonu Biłgoraja, oddzielił ten obszar od reszty dystryktu. Ostateczne wytyczenie granic miało miejsce na początku 1777 roku.
Do dystryktu Tomaszów należały miasta: Cieszanów, Jarczów, Józefów, Krzeszów, Lipsko, Lubaczów, Lubycza, Łaszczówka, Mosty, Narol, Niemirów, Oleszyce, Płazów, Potoki, Potylicz, Rawa, Tarnogród, Tomaszów i Wielkie Oczy. Część z nich została w kolejnych latach sklasyfikowana jako miasteczka.

### Reforma i zniesienie dystryktu

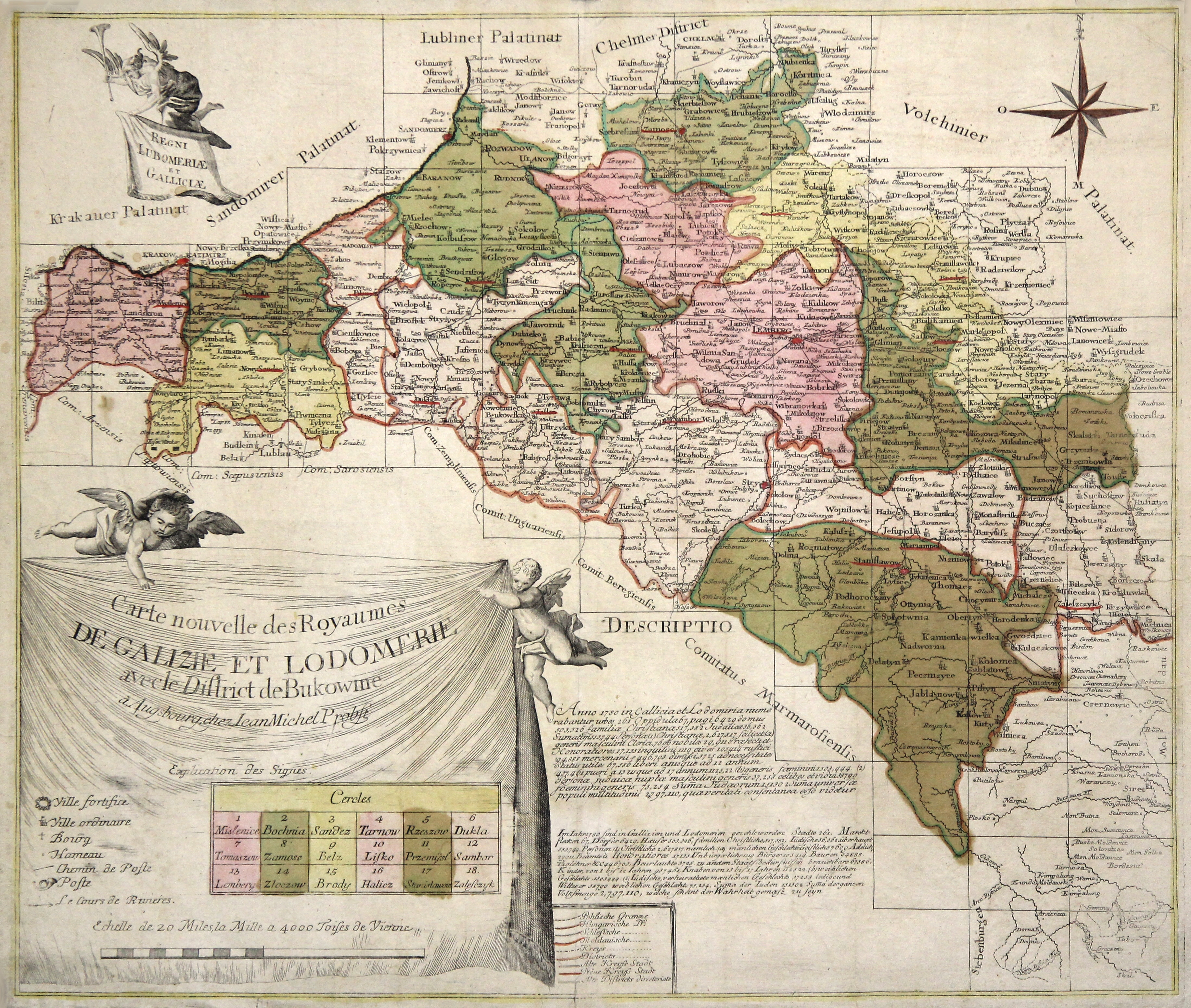
Projekt nowego podziału Galicji na cyrkuły (1780)

2 września 1780 kancelaria nadworna wydała dekret, w którym poinformowała gubernatora o nowych decyzjach w sprawie organizacji administracyjnej. Cesarzowa Maria Teresa Habsburg już od dłuższego czasu planowała wprowadzenie reform mających na celu dostosowanie ustroju Galicji do zasad obowiązujących w niemieckich krajach dziedzicznych. Właśnie zapadła kluczowa decyzja o przekształceniu dotychczasowych dystryktów w cyrkuły. W związku z tym polecono rozpoczęcie prac nad opracowaniem planu reorganizacji. Jednocześnie określono główne wytyczne, które miały stanowić podstawę przy tworzeniu tego planu. Szczególny nacisk położono na to, aby siedziby władz cyrkułów znajdowały się możliwie jak najbliżej ich centrum. Choć zalecano, aby obszary poszczególnych cyrkułów były w miarę równe pod względem powierzchni, nie należało traktować tej zasady zbyt rygorystycznie – w przypadku istnienia ważnych powodów możliwe były odstępstwa od równomiernego podziału. Zwrócono również uwagę, że nie powinno się bez wyraźnej potrzeby zmieniać lokalizacji siedzib władz, ponieważ wiązałoby się to z licznymi trudnościami – między innymi z koniecznością przeniesienia archiwów, które przez osiem lat znacznie się rozrosły. Na zakończenie podkreślono wagę odpowiedniego doboru kadry kierowniczej do obsadzenia nowych stanowisk.
Zgodnie z przyjętymi wytycznymi opracowano memoriał z 1 grudnia 1780, w którym przedstawiono projekt nowego podziału administracyjnego Galicji na 18 mniejszych cyrkułów na bazie dotychczasowych osiemnastu dystryktów. Według tych założeń dystrykt Tomaszów miał być przekształcony w nowy cyrkuł tomaszowski. Plan ten został zatwierdzony i wszedł w życie w 1782 roku, co jednocześnie oznaczało zniesienie dystryktu Tomaszów (a zarazem cyrkułu bełskiego).